# Formil peptidni receptor 3
N-formil peptidni receptor 3 je protein koji je kod ljudi kodiran  genom.

## Literatura
1. ↑  Bao L, Gerard NP, Eddy RL Jr, Shows TB, Gerard C (1992). „Mapping of genes for the human C5a receptor (C5AR), human FMLP receptor (FPR), and two FMLP receptor homologue orphan receptors (FPRH1, FPRH2) to chromosome 19”. Genomics. 13 (2): 437—40. PMID 1612600. doi:10.1016/0888-7543(92)90265-T.
2. ↑  Durstin M, Gao JL, Tiffany HL, McDermott D, Murphy PM (1994). „Differential expression of members of the N-formylpeptide receptor gene cluster in human phagocytes”. Biochem Biophys Res Commun. 201 (1): 174—9. PMID 8198572. doi:10.1006/bbrc.1994.1685.
3. ↑  „Entrez Gene: FPRL2 formyl peptide receptor-like 2”.

## Dodatna literatura
- Christophe T; Karlsson A; Dugave C;  . (2001). „The synthetic peptide Trp-Lys-Tyr-Met-Val-Met-NH2 specifically activates neutrophils through FPRL1/lipoxin A4 receptors and is an agonist for the orphan monocyte-expressed chemoattractant receptor FPRL2.”. J. Biol. Chem. 276 (24): 21585—93. PMID 11285256. doi:10.1074/jbc.M007769200.
- Yang D; Chen Q; Gertz B;  . (2002). „Human dendritic cells express functional formyl peptide receptor-like-2 (FPRL2) throughout maturation.”. J. Leukoc. Biol. 72 (3): 598—607. PMID 12223529.
- Christophe T; Karlsson A; Rabiet MJ;  . (2002). „Phagocyte activation by Trp-Lys-Tyr-Met-Val-Met, acting through FPRL1/LXA4R, is not affected by lipoxin A4.”. Scand. J. Immunol. 56 (5): 470—6. PMID 12410796. doi:10.1046/j.1365-3083.2002.01149.x.
- Strausberg RL; Feingold EA; Grouse LH;  . (2003). „Generation and initial analysis of more than 15,000 full-length human and mouse cDNA sequences.”. Proc. Natl. Acad. Sci. U.S.A. 99 (26): 16899—903. PMC 139241 . PMID 12477932. doi:10.1073/pnas.242603899.
- Ota T; Suzuki Y; Nishikawa T;  . (2004). „Complete sequencing and characterization of 21,243 full-length human cDNAs.”. Nat. Genet. 36 (1): 40—5. PMID 14702039. doi:10.1038/ng1285.
- Ernst S; Lange C; Wilbers A;  . (2004). „An annexin 1 N-terminal peptide activates leukocytes by triggering different members of the formyl peptide receptor family.”. J. Immunol. 172 (12): 7669—76. PMID 15187149.
- Harada M; Habata Y; Hosoya M;  . (2004). „N-Formylated humanin activates both formyl peptide receptor-like 1 and 2.”. Biochem. Biophys. Res. Commun. 324 (1): 255—61. PMID 15465011. doi:10.1016/j.bbrc.2004.09.046.
- Gerhard DS; Wagner L; Feingold EA;  . (2004). „The status, quality, and expansion of the NIH full-length cDNA project: the Mammalian Gene Collection (MGC).”. Genome Res. 14 (10B): 2121—7. PMC 528928 . PMID 15489334. doi:10.1101/gr.2596504.
- Kang HK; Lee HY; Kim MK;  . (2005). „The synthetic peptide Trp-Lys-Tyr-Met-Val-D-Met inhibits human monocyte-derived dendritic cell maturation via formyl peptide receptor and formyl peptide receptor-like 2.”. J. Immunol. 175 (2): 685—92. PMID 16002663.
- Lee HY; Lee SY; Shin EH;  . (2007). „F2L, a peptide derived from heme-binding protein, inhibits formyl peptide receptor-mediated signaling.”. Biochem. Biophys. Res. Commun. 359 (4): 985—90. PMID 17577578. doi:10.1016/j.bbrc.2007.06.001.

## Spoljašnje veze
- „Formylpeptide Receptors: FPRL2”. IUPHAR Database of Receptors and Ion Channels. International Union of Basic and Clinical Pharmacology. Архивирано из оригинала 18. 05. 2015. г.